# Teluk Lancang (Vii Koto)
Teluk Lancang is een bestuurslaag in het regentschap Tebo van de provincie Jambi, Indonesië. Teluk Lancang telt 1173 inwoners (volkstelling 2010).